# Марі-Аґнес Штрак-Циммерманн
Марі-Аґнес (Агнес) Ян, у шлюбі Штрак-Циммерманн (нім. Marie-Agnes Strack-Zimmermann, нім. Jahn; нар. 10 березня 1958, Дюссельдорф) — німецька політична діячка, доктор філософії, член Вільної демократичної партії, голова Комітету Бундестагу з питань оборони.

## Життєпис
Народжена 10 березня 1958 року в м. Дюссельдорфі (федеральна земля Північний Рейн-Вестфалія).
У 1978 році здобула атестат зрілости в Матаре-гімназії (Mataré-Gymnasium) в Меербуші поблизу Дюссельдорфа. З 1978 по 1983 рік вивчала журналістику, політологію та німецьку мову в Університеті Людвіга-Максимиліяна в Мюнхені, здобувши ступінь магістра (Magister Artium, MA). У 1986 році захистила докторську працю, здобула ступінь доктора філософії.
Є вірянкою РКЦ, одружена, має трьох дітей.
На початку травня 2022 канцлер Олаф Шольц ствердив, що не планує їхати в Україну та вважає, що Україна не мала відмовляти президенту країни Франкові-Вальтерові Штайнмаєру у візиті. 3 травня 2022 посол України в Німеччині Андрій Мельник у коментарі виданню «Шпіґель» відповів, зокрема, що «Шольц грає в ображену ліверну ковбасу. Це звучить не дуже по-державницьки… Йдеться про найжорстокішу війну на знищення з часів нападу нацистів на Україну. Це не дитячий садок». Також він пояснив суть своєї фрази керівнику МЗС України Дмитрові Кулебі. Хоча німецька фраза про ліверну ковбасу — це ідіома, яка означає «вдавати безневинно ображеного», Марі-Аґнес Штрак-Циммерманн, очільниця Комітету Бундестагу з питань оборони, була однією з тих німецьких політиків, які обурилися «ставленням України» до німецьких високопосадовців, і зажадала офіційних вибачень від Андрія Мельника. Інша частина депутатів Бундестагу, зокрема Йоганнес Фоґель, вважали, що різкі висловлювання Андрія Мельника зрозумілі, бо треба зважати на актуальну ситуацію в Україні. Посол Мельник у червні відповів, що визнає: такі слова були не дипломатичними та могли образити багатьох людей не тільки в Німеччині, про цю заяву він жалкує і особисто перепросить канцлера Шольца.
У травні 2022 року Марі-Аґнес звинуватила федеральний уряд у надто довгому зволіканні з поставкою важкого озброєння в Україну. У липні 2022 року закликала постачати важку зброю Україні безпосередньо.